# Chapelle Saint-Maurice de La Rochelle
La chapelle Saint-Maurice est une chapelle catholique située à La Rochelle en Charente-Maritime. Elle dépend du diocèse de La Rochelle et Saintes et se trouve dans le quartier Saint-Maurice.

## Histoire
Une église Saint-Maurice est reconstruite en 1635 après le siège de La Rochelle. Elle est de nouveau détruite au moment de la Révolution.
En 1875, le général-baron Charles Léon Dumont achète un terrain aux frères Charles et Eugène Fromentin, sur lequel il finance la construction de la chapelle, selon les plans de l'architecte diocésain Ernest Massiou, qu'il dédie aux soldats morts de la guerre franco-allemande de 1870 sous la dédicace de saint Maurice d'Agaune. Recueillant la première pierre et la cloche de l'ancienne église, elle est consacrée par Léon-Benoit-Charles Thomas, évêque de La Rochelle et Saintes, en 1877.
Le général Dumont en fait don à la ville de La Rochelle en 1886. Elle est aujourd'hui propriété du diocèse de La Rochelle et Saintes et desservie par un prêtre de l'Institut du Christ-Roi Souverain Prêtre (ICRSP) pour la forme tridentine du rite romain depuis novembre 2018. La messe y est célébrée les dimanches et jours de fête à 18 heures. Elle est ouverte pour les journées du patrimoine.

## Description

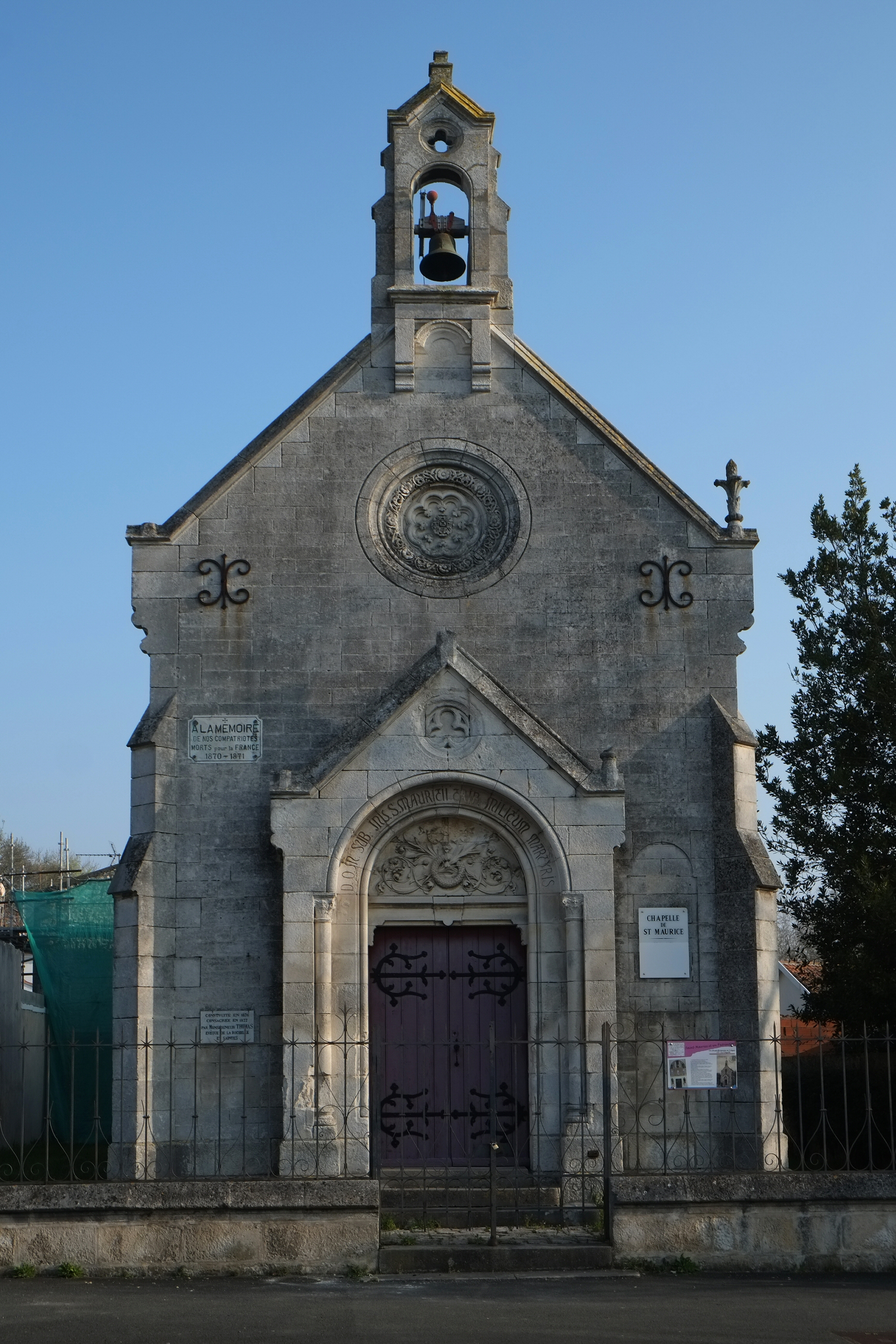
Façade de la chapelle Saint-Maurice
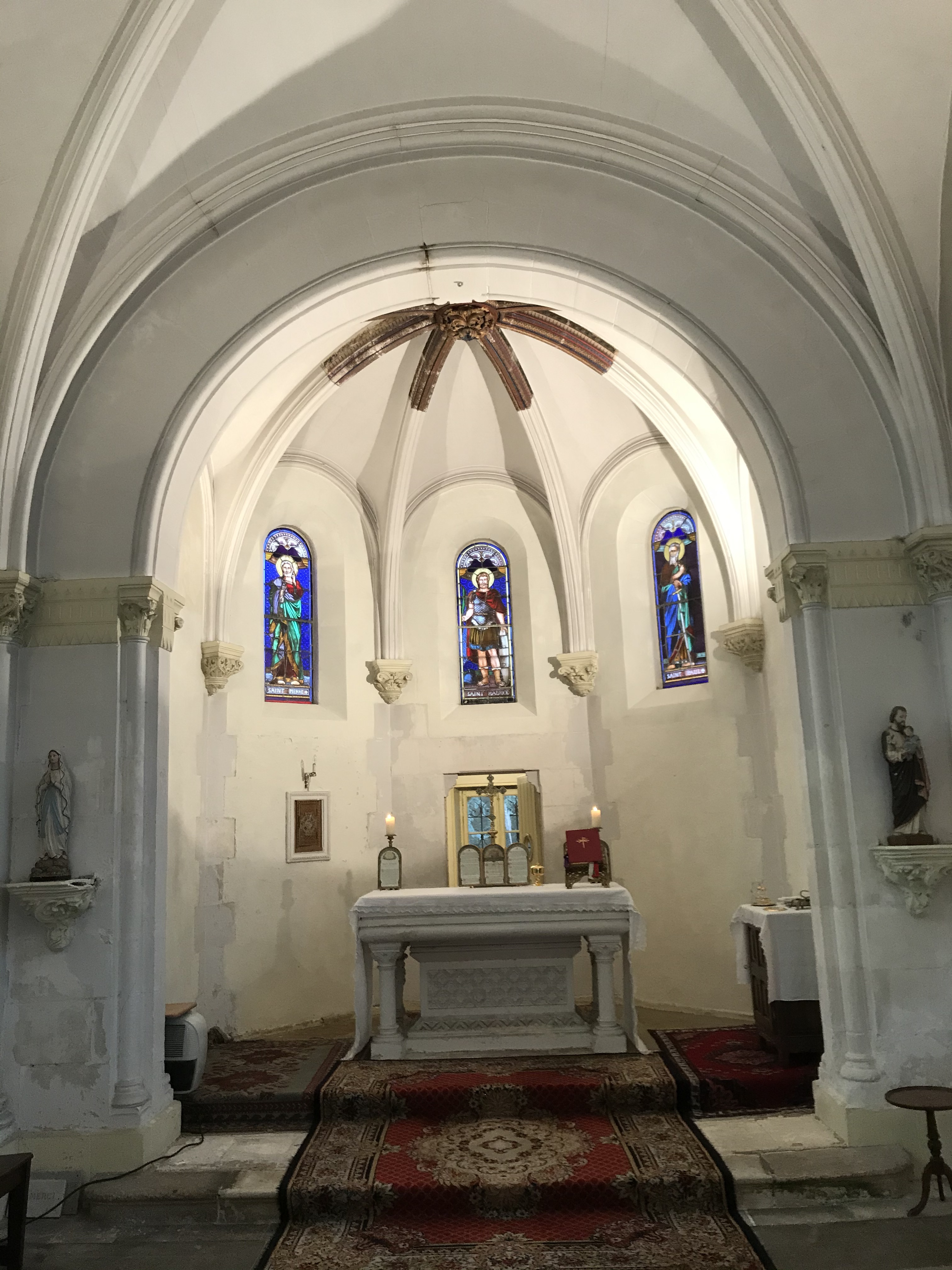
Chœur
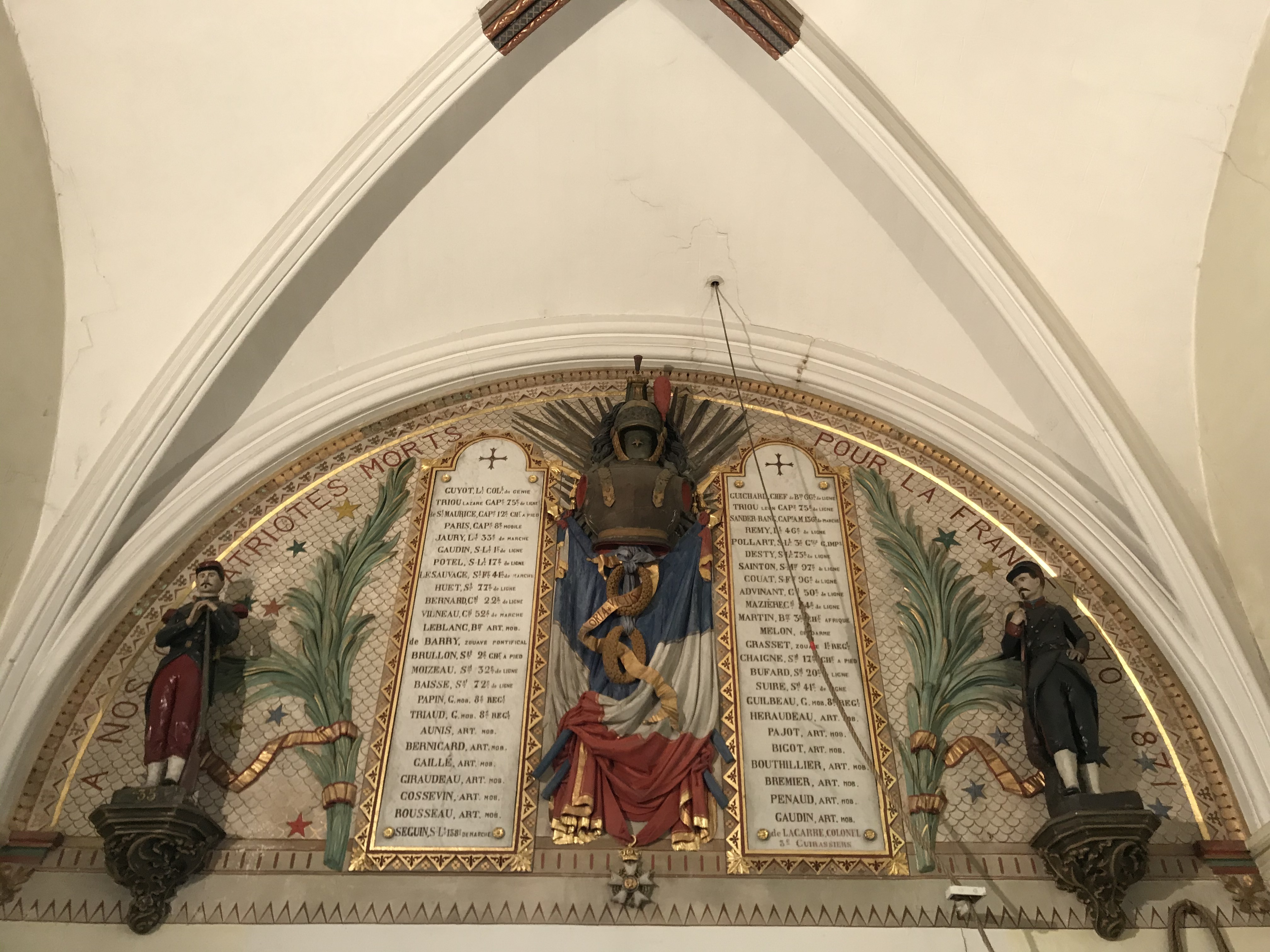
Intérieur